# Avenue Émile-Pouvillon
L'avenue Émile-Pouvillon est une voie du 7e arrondissement de Paris, en France.

## Situation et accès
L'avenue Émile-Pouvillon est une voie publique située dans le 7e arrondissement de Paris. Elle débute au 40, avenue de La Bourdonnais, avenue Joseph-Bouvard et place du Général-Gouraud et se termine au 17, allée Adrienne-Lecouvreur.
Le quartier est desservi par la ligne 8, à la station École Militaire.

## Origine du nom

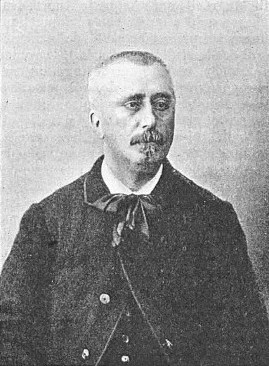
Émile Pouvillon.

Elle porte le nom du littérateur Émile Pouvillon (1840-1906).

## Historique
La voie est créée en 1907 lors du réaménagement du Champ-de-Mars et prend en 1910 son nom actuel.

## Bâtiments remarquables et lieux de mémoire
Le comédien Lucien Guitry (1860-1925) puis son fils, l'écrivain Sacha Guitry (1885-1957), ont vécu au 18, avenue Élisée-Reclus dans un hôtel particulier construit par le père en 1909 et démoli en 1963. Une plaque leur rend hommage. À l’angle de l'avenue Émile-Pouvillon est érigé un monument à la mémoire de Lucien Guitry. Comprenant un buste en bronze œuvre du sculpteur Paul Roethlisberger, il est inauguré le 10 novembre 1931, en présence de Sacha Guitry, d’Yvonne Printemps, du ministre de l’Instruction publique et des Beaux-Arts, du préfet de la Seine et de nombreux admirateurs du comédien.